# 新羅明神

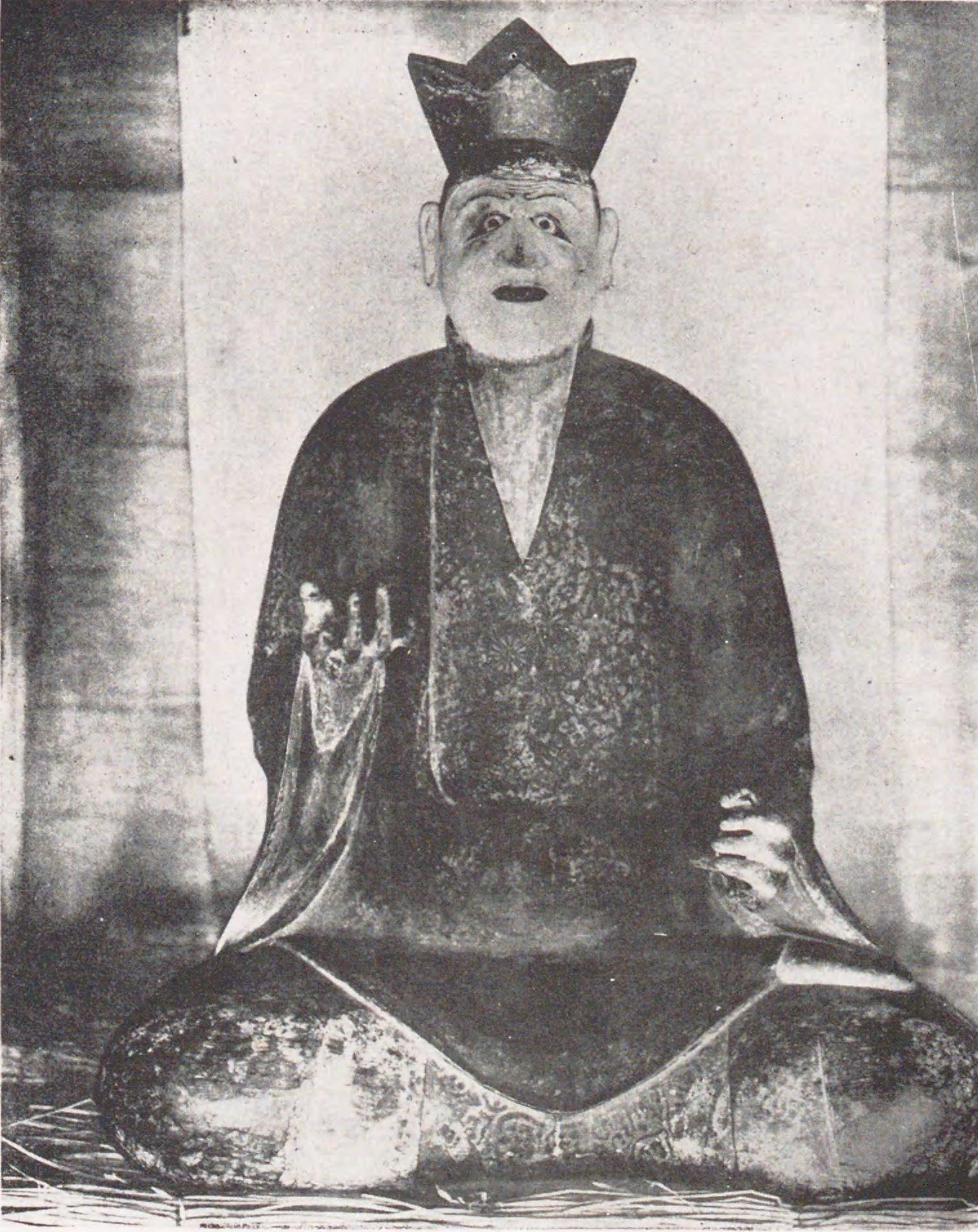
木造新羅明神坐像（国宝、園城寺所蔵）。

新羅明神（しんらみょうじん）は、園城寺の守護神。円珍（智証大師）が唐から帰国するに際して搭乗船の船首に出現し、自らを新羅国明神と称していたことによる。元来中国の山東省に祀ってあった神、あるいは朝鮮半島からの渡来神とも、もとより寺の地域の地主神であったともいう。
秦氏が祭祀したともされている。

## 作品
- 新羅明神坐像（園城寺蔵、平安時代、国宝）
- 弥勒如来二侍者像（ボストン美術館蔵、鎌倉時代）